# Ми Хаолунь
Ми Хаолу́нь (кит. упр. 糜昊伦, пиньинь Mí Hàolún, 10 января 1993, Сиань) — китайский футболист, защитник клуба «Тяньцзинь Цюаньцзянь».

## Карьера

### Клубная
Ми Хаолунь начинал заниматься футболом в юниорской системе клуба «Шаньдун Лунэн». В 2011 году выступал за молодёжную команду «Шаньдун» во Второй лиге, забив 6 голов в 15 встречах за сезон. В июне 2012 года перешёл в основной состав «Шаньдун Лунэн». Его дебют в Китайской Суперлиге состоялся 12 апреля 2014 года в матче против «Ханчжоу Гринтаун».
В феврале 2015 года Ми был арендован другим клубом Суперлиги «Шицзячжуан Юнчан» до 31 декабря 2015.

## Статистика выступлений
Статистика выступлений за клубы приведена на 1 ноября 2015
| Выступления за клубы | Выступления за клубы | Выступления за клубы         | Лига  | Лига | Кубок     | Кубок     | Кубок лиги | Кубок лиги | Лига чемпионов | Лига чемпионов | Всего | Всего |
| Сезон                | Клуб                 | Лига                         | Матчи | Голы | Матчи     | Голы      | Матчи      | Голы       | Матчи          | Голы           | Матчи | Голы  |
| КНР                  | КНР                  | КНР                          | Лига  | Лига | Кубок КФА | Кубок КФА | Кубок КСЛ  | Кубок КСЛ  | АКФ            | АКФ            | Всего | Всего |
| -------------------- | -------------------- | ---------------------------- | ----- | ---- | --------- | --------- | ---------- | ---------- | -------------- | -------------- | ----- | ----- |
| 2011                 | Шаньдун (мол.)       | Вторая лига Китая по футболу | 15    | 6    | -         | -         | -          | -          | -              | -              | 15    | 6     |
| 2012                 | Шаньдун Лунэн        | Китайская Суперлига          | 0     | 0    | 0         | 0         | -          | -          | -              | -              | 0     | 0     |
| 2013                 | Шаньдун Лунэн        | Китайская Суперлига          | 0     | 0    | 0         | 0         | -          | -          | -              | -              | 0     | 0     |
| 2014                 | Шаньдун Лунэн        | Китайская Суперлига          | 1     | 0    | 0         | 0         | -          | -          | 0              | 0              | 1     | 0     |
| 2015                 | Шицзячжуан Юнчан     | Китайская Суперлига          | 23    | 0    | 1         | 0         | -          | -          | -              | -              | 24    | 0     |
| Всего                | КНР                  | КНР                          | 39    | 6    | 1         | 0         | 0          | 0          | 0              | 0              | 40    | 6     |